# الفارع
الفارع قرية قبيلة السرحان من بني سُليم بن منصور وسكن بها أفراد القبيلة منذ القدم ومن مشايخ قبيلة السرحان المعروفين سابقاً. الشيخ جبرين. وابنه الشيخ ردة الله السريحي ويوجد بها حصن قبيلة السرحان وتتبعة لقرية الفارع قرية الوقبة قرية سعودية، تابعة لمركز الغريف في محافظة الكامل في منطقة مكة المكرمة.

## الوصف
تبعد القرية عن المركز مسافة 6 كيلو متر بإتجاه الشمال، نوع الطريق اسفلت. أقرب مدينة أو قرية بها صحة هو مركز غريف التراجمة. خدمات التعليم: يتبع للقرية مدرسة القدس الابتدائية بنين، ومدرسة الفارع الابتدائية بنات. ويوجد في القرية حدمة بلدية وخدمة بريد.